# Лакираният параван
Лакираният параван (на английски: The Lacquer Screen) е исторически криминален роман на нидерландския писател Роберт ван Хюлик, с главен герой съдията Ди, китайски магистрат, живял през 7 век, по време на управлението на династията Тан. Романът е издаден през 1962 г. от издателството „Art Printing Works“, в Куала Лумпур, Малайзия.

## Сюжет
Внимание:  Текстът по-долу разкрива сюжета на произведението (или части от него)!
Действието в романа „Лакираният параван“ се развива през 664 г. Младият магистрат Ди, съдия на окръг Бънлай, прекарва отпуската си в Уейбин, главен град на друг окръг, също разположен в провинция Шантун. Съдията Ди и неговият верен помощник Цяо Тай действат под прикритие и се присъединяват към банда разбойници предвождани от Лю У, наричан Ефрейтора, за да разследват няколко престъпления, които в крайна сметка успяват да разкрият – убийствата на Сребърен лотос, съпруга на местния магистрат Дън Ган, и на богатия търговец Гъ Циюан, както и кражбите, извършени от банкера Лън Циен и крадеца Куншан.

## Издания на български език
На български език романът е издаден за първи път през 1998 г. от издателство „Труд“, ISBN:	9545280395, с меки корици, 192 с., кн. 4 от поредица „Китайски загадки“, в превод на Мария Груева.
През 2004 г. е издаден повторно от същото издателство, като част от сборника „Китайски загадки, том ІІ“, ISBN 954-528-431-5, с твърди корици, 606 с., кн. 15 от поредицата „Селекция 500“.